# Bissell (Oregon)
Bissell az Amerikai Egyesült Államok Oregon államának Clackamas megyéjében elhelyezkedő önkormányzat nélküli település.
A posta 1895 és 1924 között működött.